# Music For Life 2009

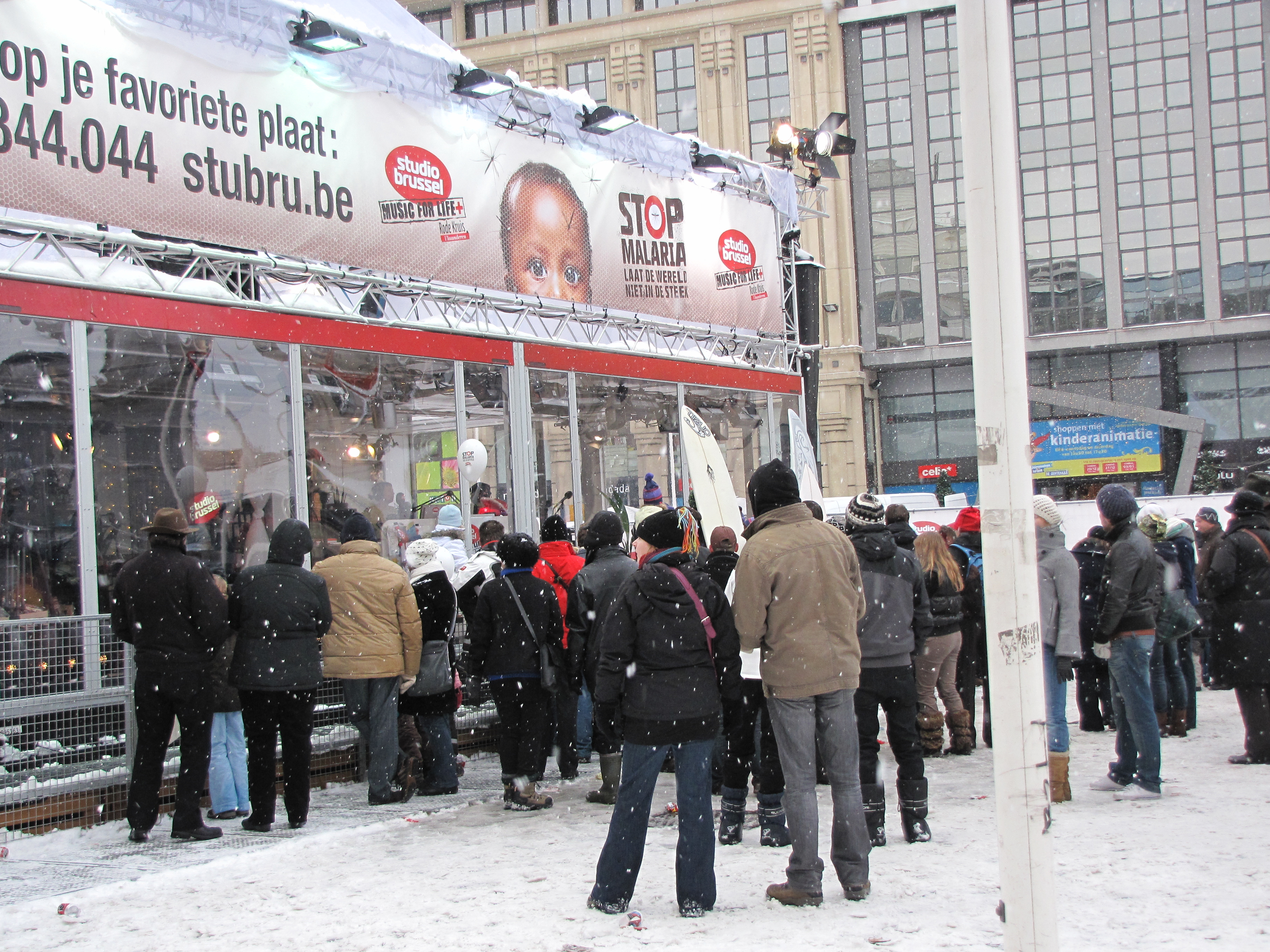
Music for Life 2009

Music For Life is een jaarlijkse inzamelactie van Studio Brussel ten voordele van Rode Kruis-Vlaanderen. De vierde editie liep van 18 tot 24 december 2009. De opbrengst van deze actie ging opnieuw naar het Rode Kruis-Vlaanderen, dit keer om iets te doen voor Malaria, met de slagzin "Stop malaria. Laat de wereld niet in de steek!"

## Geschiedenis
Het concept bleef hetzelfde: drie presentatoren, Sam De Bruyn, Sofie Lemaire en Siska Schoeters, sloten zich zeven dagen lang op in het Glazen Huis, van waaruit ze 24 uur op 24 uur radio maken met enkel de verzoekplaten van de luisteraars. Zoals in 2008 stond het Glazen Huis in Gent op De Zuid, op het Woodrow Wilsonplein, maar in vergelijking met de vorige jaren duurde het evenement één dag langer en werd reeds begonnen op 18 december 's avonds.
De ambassadeur van deze editie was Tomas De Soete. Hij maakte in de aanloop naar 19 december het evenement bekend. Zo reisde De Soete naar Burundi om een reportage over de problematiek te filmen.  Het themalied, "When I lay beside you" werd in 2009 geleverd door K's Choice.
Alvast een nieuwe actie was Stories for life, een boek op initiatief van boek.be met negen verhalen van Dimitri Verhulst, Tom Lanoye, Rachida Lamrabet, Erik Vlaeminck, Dimitri Leue, Tom Naegels, Joke van Leeuwen, Bart Moeyaert en Margot Vanderstraeten.  Er werden meer dan 30.000 exemplaren verkocht wat zonder BTW 150.000 euro opleverde.  Ook nieuw was Quiz for life, een grootschalige zaalquiz naar een idee van Gentenaar Wim Hellebaut. De quiz vond plaats op 19 december in Flanders Expo met 500 teams van 5 personen. Die actie bracht 10 euro per persoon op, een bedrag dat verdubbeld werd door de Nationale Loterij. In totaal leverde Quiz for Life 50.000 euro op.
Tomas De Soete en Linde Merckpoel doorkruisten gedurende de actie Vlaanderen met mobiele vakantiedecors en strandstoelen voor de actie Doe niets voor het goede doel.
Bij de start van de actie telde Roos Van Acker samen met burgemeester Daniël Termont af, en koos prins Laurent de eerste plaat, live in de studio bij Siska.  Prins Laurent kwam ook op de laatste dag van de actie even langs om de presentatoren van zijn steun te verzekeren.  De slotshow in de Gentse Vooruit werd gepresenteerd door Marcel Vanthilt.

## Opbrengst
Opvallende acties:
- De roze cabrio van Helmut Lotti werd geveild en bracht 25.600 euro op.
- De Kamagurka-editioni van een Fiat 500 bracht op dezelfde manier 22.322 euro op.
- Radiozender MNM veilde een New Year's Party. Die leverde 12.100 euro op.
- De aftrap geven van en een VIP-arrangement krijgen bij Anderlecht-Club Brugge bracht 11.956 euro op.
- Het kunstwerk 'Winnaars' waar naast conceptkunstenaar Pim Smit ook Tia Hellebaut, Kim Clijsters, Eddy Merckx en Jan Ceulemans aan meewerkten, bracht 15.400 euro op.
- Elke avond werd om 21 uur bij Sofie Sing(star) for Life gespeeld op het Woodrow Wilsonplein. Met de Singstar moeten 8000 punten verdiend worden. Elke keer wanneer dit lukt, levert dit 2000 euro op. Zowel zaterdag (Coldplays Viva La Vida), zondag (Kaiser Chiefs' Ruby), maandag (Easy van Faith No More), dinsdag (500 miles van The Proclaimers) als woensdag (Thank you for the Music van Abba) bracht dit geld in het laatje. In totaal 10.000 euro.
- De Pukkelpop-kleedkamer van Metallica werd geveild.
- Stijn Vandevoorde verkleedde zich als malariamug en trok elke nacht door Vlaanderen. Hij liet zich slaan met een muggenmepper. In totaal leverde dit 10.000 euro op.
- Movie for Life, de actie van Kinepolis waar de film van Guy Ritchie Sherlock Holmes pas voor de tweede maal wereldwijd vertoond werd (na de wereld-première in Londen op 14 december 2009), leverde ook een recordbedrag op.
- Stories For Life bracht 150.000 euro op.

| Dag | Dag         | Tijd      | Stand       | Opmerkingen |
| --- | ----------- | --------- | ----------- | --- |
| 5   | 22 december | 09.30 uur | € 876.800   | tussenstand na 86 uur, inclusief € 300.000 van de Vlaamse regering, overhandigd door minister-president Kris Peeters                                        |
| 7   | 24 december | 18.00 uur | € 3.649.595 | "eindstand" inclusief € 1.000.000 van de Federale regering, overhandigd door premier Yves Leterme. Het bedrag zou uiteindelijk nog oplopen tot € 3.955.223. |

## Trivia
- Prins Laurent vroeg de allereerste plaat aan. Dit was 'Viva La Vida' van de Britse band Coldplay.
- De meest aangevraagde plaat dit jaar was 'Icon' van DAAN, gevolgd door 'Envoi' van Absynthe Minded.
- 25 april 2010 was Wereldmalariadag. Voor gelegenheid bracht men zondagavond een kort filmpje op één. Hierin maakte men bekend dat Music for Life 18 december van start gaat in Antwerpen.